# 高岡尞一郎
高岡 尞一郎 （たかおか りょういちろう）は、元ニッポン放送アナウンサー。「尞」の字がJIS X 0208に無い文字（JIS X 0213に収録）であることなどから、「高岡 寮一郎」と記される場合もある。

## 人物
早稲田大学卒業後、ニッポン放送入社。
1967年にスタートした看板番組『オールナイトニッポン』の初代パーソナリティとして一躍有名になった。
しかし、声帯にポリープを発症、ディレクターへの転身を進められたが断り、1970年、オールナイトニッポンを降板するとともにニッポン放送を退職した。
1971年11月1日のニッポン放送の周波数変更（1310kc→1240kc）を記念して放送された『マラソンワイド・100時間』では、1310kcとして最後、そして1240kc最初の番組進行を行なった。
1997年11月7日に放送された『いまに哲夫のオールナイトニッポンDX』では、久々に電話で出演した。

## 担当番組
- 高岡尞一郎のオールナイトニッポン（水曜 1967年10月 - 1970年3月[2][3]　※なお、オールナイトニッポン大百科(担当期間の記載：67.10.4～70.10.7)や1970年6月30日の斉藤安弘のオールナイトニッポン音源(全国ネット記念放送)での出演等を考慮すると、1970年10月1週目まで担当していたと思われる。）
- 日立ミュージック・イン・ハイフォニック
- フジセイテツ・コンサート

## 参考資料
- ラジパラ（『三才ムック』Vol.144。2007年2月14日発売・3月1日発行、三才ブックス） ISBN 4861990688